# 康威十三进制函数
康威十三进制函数，或简称为康威函数，是由英国数学家约翰·康威构造的一个实函数（实变实值）。康威函数满足强达布性质：它限制在任一非空开区间上的值域都是全体实数。作为推论，康威函数在实轴上无处连续，但和连续函数一样也满足介值性。因此，康威函数可用来说明介值定理的逆命题不真，即一个函数有介值性，并不代表它连续。

## 康威十三进制函数

### 定义
为定义康威函数 {\displaystyle f:\mathbb {R} \to \mathbb {R} ,} 首先将自变量 {\displaystyle x} 在十三进制下展开，并忽略展式中出现的正负号或小数点. （为保证唯一性，不妨令非零 {\displaystyle x} 的展式中含有无穷项且不以 {\displaystyle {\dot {0}}} 结尾，并规定 {\displaystyle 0=0.{\dot {0}}}；对于有限项展式则利用 {\displaystyle 1=(0.{\dot {C}})_{13}} 将其化为无穷项.）设十三进制所使用的13个字符为 {\displaystyle 0,1,\cdots ,9,A,B,C,} 为方便起见，称其中的 {\displaystyle 0,1,\cdots ,9} 为数码，而 {\displaystyle A,B,C} 为字母. 康威函数的取值规则如下：
- 若 {\displaystyle x} 的十三进制展式从某位起右侧为{\displaystyle Ax_{1}x_{2}\dots x_{n}Cy_{1}y_{2}\dots ,} 式中诸 {\displaystyle x_{i},y_{j}} 为数码（{\displaystyle \{0,1,\dots ,9\}} 中的元素），则定义 {\displaystyle f(x)} 的十进制展式为 {\displaystyle f(x)=(+x_{1}\dots x_{n}.y_{1}y_{2}\dots )_{10}.}（上式中允许无 {\displaystyle x_{i}} 或无 {\displaystyle y_{i},} 此时可认为空字符串对应于0.）
- 类似的，若 {\displaystyle x} 的十三进制展式从某位起右侧为{\displaystyle Bx_{1}x_{2}\dots x_{n}Cy_{1}y_{2}\dots ,} 其中所有的 {\displaystyle x_{i},y_{j}} 都为数码，则定义 {\displaystyle f(x)} 的十进制展式为 {\displaystyle f(x)=(-x_{1}\dots x_{n}.y_{1}y_{2}\dots )_{10}.}（同样允许无 {\displaystyle x_{i}} 或无 {\displaystyle y_{i},} 此时适当补0.）
- 其他情形下一律定义 {\displaystyle f(x)=0.} 具体包括：
  - {\displaystyle x} 的十三进制展式中有无穷多个字母（属于 {\displaystyle \{A,B,C\}}），包括 {\displaystyle x} 非零且为有限位（因而以 {\displaystyle C} 的循环结尾）的情形；
  - 展式中最右一个字母不是 {\displaystyle C,} 包括展式仅由数码构成的情形，特别地，包括 {\displaystyle x=0}；
  - 展式中最右一个字母是 {\displaystyle C,} 但其左侧无字母或左侧第一个字母仍为 {\displaystyle C}.

简言之，对于 {\displaystyle x} 的无穷十三进制展式，忽略小数点和正负号，若从右往左数第一个字母为 {\displaystyle C,} 将其变为小数点，后面照抄；再从那一位开始往左数，遇到的第一个 {\displaystyle A} 或 {\displaystyle B} 变为相应的正负号，中间照抄；再左侧的全部删去. 所得的不包含字母的字符串可视为一个十进制数，即为 {\displaystyle f(x).} 其他情况下 {\displaystyle f(x)=0}. 
例如：
{\displaystyle f((A3C14159)_{13})=f((-9B8A.03C14159)_{13})=3.14159}
{\displaystyle f((A.0B3C1415{\dot {9}})_{13})=-3.1415{\dot {9}}=-3.1416;}
{\displaystyle f((0.{\dot {A}}CC{\dot {A}})_{13})=f((1ACC.14159)_{13})=f((-3C1415{\dot {9}})_{13})=0,}

### 性质
如上定义的康威函数 {\displaystyle f} 无处连续，却和连续函数一样满足介值性. 具体地说，对任何闭区间 {\displaystyle [a,b],} {\displaystyle f(x)} 在 {\displaystyle [a,b]} 上可以取到介于 {\displaystyle f(a)} 和 {\displaystyle f(b)} 之间的任何值 . 事实上 {\displaystyle f} 还满足更强的性质——强达布性质，即 {\displaystyle f} 在 {\displaystyle \mathbb {R} } 的每个非退化区间（左端点小于右端点的区间）上值域均为 {\displaystyle \mathbb {R} }；或等价地说，对每个 {\displaystyle c\in \mathbb {R} ,} {\displaystyle f} 的水平集{\displaystyle f^{-1}(c)=\{x\in \mathbb {R} :f(x)=c\}} 在实轴上稠密. 显然，强达布性质蕴含介值性和无处连续性（因函数在连续点的某个邻域内有界）. 
对强达布性质的证明，关键在于康威函数的定义本质上只与自变量十三进制展式的尾部有关. 详言之，对任意 {\displaystyle y\in \mathbb {R} ,} 首先写出 {\displaystyle y} 的唯一无限十进制展式，之后将其小数点变为 {\displaystyle C,} 正负号分别变为 {\displaystyle A} 或 {\displaystyle B,} 然后在其头部（即左侧）添加任意一个位数有限的十三进制字符串{\displaystyle X}，再随意添加一个小数点和一个正负号，可得一个新的十三进制数. 根据康威函数的构造，按此法所得的新的十三进制数均在 {\displaystyle f^{-1}(y)} 中，反之亦然（此时要求 {\displaystyle y\neq 0}）. 事实上这正是康威函数的非零水平集（除零点集之外的其他水平集）之刻画：以 {\displaystyle c=4/3=1.{\dot {3}}} 为例，{\displaystyle f^{-1}(4/3)} 由所有十三进制展式中（忽略小数点）尾部为 {\displaystyle A1C{\dot {3}}} 的实数组成，例如{\displaystyle (-B0A1C33.{\dot {3}})_{13}.} 若 {\displaystyle c=-0.1=-0.0{\dot {9}}}，{\displaystyle f^{-1}(-0.1)} 由所有十三进制展式中尾部为 {\displaystyle B1C0{\dot {9}}} 的实数组成. 
因此，对任何非退化区间 {\displaystyle I\subset \mathbb {R} ,} 设其长度{\displaystyle |I|>2\times 13^{-M}(M\in \mathbb {N} ^{*}),} 并记 {\displaystyle t_{0}} 为 {\displaystyle I} 的中点. 对于 {\displaystyle t_{0}} 的十三进制展式，保持其整数部分和小数点后 {\displaystyle M} 位不动，将其右侧修改为任意的十三进制字符串 {\displaystyle Y=Aa_{1}\cdots a_{n}Cb_{1}\cdots b_{2}b_{n}\cdots ,} 其中 {\displaystyle a_{i},b_{j}} 为数码，则 {\displaystyle f(t)} 只由 {\displaystyle Y} 决定， 且所得的新十三进制数 {\displaystyle t} 与 {\displaystyle t_{0}} 的整数部分和小数部分前 {\displaystyle M} 位都相同，故 {\displaystyle |t-t_{0}|\leq 13^{-M},} 即 {\displaystyle t\in I.}  可见只要适当选取 {\displaystyle Y,} {\displaystyle f(I)} 跑遍所有实数，即 {\displaystyle f} 满足强达布性质，换言之 {\displaystyle f} 的所有水平集都稠密.  
从水平集的可数性角度考虑，康威函数 {\displaystyle f} 在 {\displaystyle \mathbb {R} } 上的所有非零水平集均可数，而其零点集 {\displaystyle f^{-1}(0)} 不可数. 前一论断是因为非零水平集的十三进制展式尾部须固定，而其左侧仅有有限项；后一论断是因为 {\displaystyle f^{-1}(0)} 包含所有十三进制展式仅由数码构成（不包含字母）的实数，此类数构成的集合到 {\displaystyle (0,1)} 中实数的小数部分有一个自然的满射，故不可数（因 {\displaystyle (0,1)} 不可数），从而 {\displaystyle f^{-1}(0)} 亦不可数. 
康威函数 {\displaystyle f} 是几乎处处为0的可测函数，事实上其零点集的补集 {\displaystyle T=\{x\in \mathbb {R} :f(x)\neq 0\}} 是稠密且不可数的零测集（注意，康威函数的每个非零水平集都可数，但它们的并集不可数）. 由 {\displaystyle f} 的强达布性质， {\displaystyle T} 的稠密性显然，不可数性亦为其推论：{\displaystyle f} 的每一个水平集都非空，而不可数个非空集合之并必定不可数. {\displaystyle T} 的零测性蕴含于下述两个事实：第一， {\displaystyle T} 中每点的十三进制展式中仅有有限个字母；第二，对于任何一个字符，例如 {\displaystyle A,} 十三进制展式中仅包含有限个 {\displaystyle A} 的实数全体为零测集. （后一个事实的证明类似于康托三分集为零测集的证明.）

### 推广
康威函数 {\displaystyle f} 的任一非零水平集虽稠密但可数. 一个自然的问题是：是否存在一个函数，其所有水平集不但稠密而且不可数. 答案是肯定的，并可由康威函数稍加改造而说明. 具体地讲，在康威函数的定义中，将 {\displaystyle f(x)} 的十进制小数部分由 {\displaystyle \cdots .y_{1}y_{2}y_{3}y_{4}\cdots } 变为 {\displaystyle \cdots .y_{1}y_{3}y_{5}y_{7}\cdots ,} 其他一律照旧，所构造的新函数称为 {\displaystyle g,} 则 {\displaystyle g} 的任一水平集为不可数稠密集. 
证明亦类似. 因 {\displaystyle f^{-1}(0)\subset g^{-1}(0),} 故 {\displaystyle g} 的零点集为不可数稠密集. 对于 {\displaystyle g} 的非零水平集 {\displaystyle g^{-1}(c)}，不妨设 {\displaystyle c=(+Y.b_{1}b_{2}\cdots b_{n}\cdots )_{10}>0,} 则  {\displaystyle g^{-1}(c)} 恰为十三进制展式形如{\displaystyle XAYCb_{1}a_{1}b_{2}a_{2}b_{3}a_{3}\cdots a_{n}b_{n}\cdots } 的实数组成的集合（忽略正负号和小数点），其中 {\displaystyle X} 取遍位数有限的十三进制字符串，{\displaystyle \{a_{i}\}_{i=1}^{\infty }} 取遍由数码组成的无穷序列. 由 {\displaystyle X} 的任意性，{\displaystyle f^{-1}(c)} 稠密；其不可数性源于 {\displaystyle \left\{\{a_{i}\}_{i=1}^{\infty }:a_{i}\in \{0,1,\cdots ,9\}\right\}} 为不可数集. 